# 合盛堡乡
合盛堡乡，是中华人民共和国山西省朔州市山阴县下辖的一个乡镇级行政单位。

## 行政区划
合盛堡乡下辖以下地区：
合盛堡村、河头村、来远村、杨庄村、康庄村、黄巍村、东双山村、西双山村、上小河村、大虫堡村、北郭庄村、常辛村、高山町村、兴盛堡村、贺家堡村和陈家岭村。